# Adrast
Personnages
- Adraste
- Atys
- Crésus
- Arianys

Adrast est un opéra de Franz Schubert (D. 137, 1819-1820) d'après un livret de Johann Mayrhofer, inachevé et posthume.

## Histoire
Il n'existe pas d'informations précises sur l'historique de cet opéra. Il n'existe que du texte de Mayrhofer, qui s'inspire d'un épisode des Histoires d'Hérodote, que les parties que Schubert a mises en musique. Ernst von Feuchtersleben n'a pas publié les autres parties dans l'édition posthume des poèmes de Mayrhofer. Seule ces parties sont entièrement orchestrées. Des récitatifs, des ariosos sont des ébauches.
En 1868 et 1875, ces parties entièrement orchestrées de l'opéra sont créées par Johann von Herbeck lors de concerts à la Musikverein de Vienne. L'opéra entier est publié dans l'édition des œuvres complètes de Schubert en 1893. Il est présenté en 1946 par la radio suisse, en 1975 en concert à Vienne et lors du festival à Vienne consacré à Schubert en 1985, dirigé par Helmuth Froschauer (de).
Toutes les parties orchestrées et en ébauche sont enregistrées à l'occasion du trentième anniversaire du Neue Schubert-Ausgabe (de). Un concert a lieu le 19 novembre 2010 à l'auditorium de l'Académie autrichienne des sciences sous la direction musicale de Mario Aschauer, l'éditeur de la partition. Un enregistrement du concert est publié en CD.

## Synopsis
Le roi Crésus charge le jeune Adraste (ténor) d'accompagner et protéger son fils Atys (ténor), qui est déjà marié à Arianys (soprano). À la demande de son père, Atys part chasser le sanglier qui dévaste les champs du royaume. Au cours de cette chasse, Adraste lance une flèche mais qui atteint Atys. Adraste est pardonné mais doit quitter la cour du roi de Mysie.

## Éditions
- Franz Schubert: Bühnenwerke. Kritische Gesamtausgabe der Texte, hrsg. von Christian Pollack (Veröffentlichungen des IFSI, Bd. 3). Schneider, Tutzing 1988,  (ISBN 3-7952-0576-X).
- Elizabeth Norman McKay: Franz Schubert's Music for the Theatre. Schneider, Tutzing 1991,  (ISBN 3-7952-0664-2). (Veröffentlichungen des IFSI, Bd. 5)
- Elizabeth Norman McKay: Schubert and Classical Opera : The promise of Adrast. In: Erich Wolfgang Partsch (Hrsg.): Der vergessene Schubert: Franz Schubert auf der Bühne. Böhlau, Wien 1997,  (ISBN 3-205-98749-7), S. 61–76.
- M. Aschauer (Hrsg.): Adrast. In: Neue Schubert-Ausgabe, Serie II/12, Kassel 2011.,  (ISBN 978-3-936187-37-3)